# Max Bartsch (Marineoffizier)
Max Ernst Julius Bartsch (* 18. April 1884 in Dresden; † 11. September 1961 in Bremen) war ein deutscher Marineoffizier, Ingenieur und Marineautor.

## Leben
Max Bartsch trat am 1. Oktober 1905 in die Kaiserliche Marine ein. Als Ingenieuraspirant (Ernennung am 1. Oktober 1909) war er 1910 auf der Hannover. Am 30. Oktober 1913 wurde er Marine-Ingenieur. Später war er bis November 1914 Waffeningenieur auf der Nassau und kam dann bis August 1915 zur Ausbildung an die U-Boot-Schule. Zeitgleich war er Ingenieur auf U 4 und später auf U 3. Von August 1915 bis Februar 1916 war er Leitender Ingenieur auf U 71 und wechselte in der gleichen Position auf U 3. Am 24. April 1916 war er zum Marine-Oberingenieur befördert worden. Am 24. November 1919 wurde er aus der Marine verabschiedet.
Max Bartsch war als Oberleutnant des Ingenieurwesens a. D. Gründer der Modellbauschule in Potsdam. 1938 wurde die Schule vom Reichsbund deutscher Seegeltung (RdS) übernommen.
Nach dem Krieg begann er mit der Veröffentlichung von Marinebüchern. Im Buch Deutsche Jugend baut „Ozeanriesen“ von 1937 wurden die Geleitworte von Generaladmiral Erich Raeder und Vizeadmiral Adolf von Trotha verfasst. Das Buch Was jeder vom deutschen U-Boot wissen muß wurde bereits im Erscheinungsjahr 1940, er war bereits Korvettenkapitän (Ing.), in drei Auflagen mit bis zu 300.000 Exemplaren aufgelegt. Im Jahr darauf wurde die halbe Million Bücher mit der 5. Auflage erreicht.

## Werke (Auswahl)
- Deutsche Jugend baut „Ozeanriesen“–die Schiffsmodellbauschule in Potsdam. Richard Carl Schmidt, 1937.
- Was jeder vom deutschen U-Boot wissen muß. Limpert, 1940.
- Was man über die Kriegsschiffs-Typen wissen muss. Limpert, 1941.
- Stammbaum des Kriegsschiffes. Limpert, 1943.